# Bataille de Kidal (17 mai 2014)
Pour les articles homonymes, voir Bataille de Kidal.
Guerre du Mali
Batailles
La deuxième bataille de Kidal de la guerre du Mali a lieu le 17 mai 2014. Ce jour-là des manifestations d'habitants pro-Azawad s'opposant à la venue du premier ministre Moussa Mara dégénèrent en affrontement armé entre l'armée malienne et les rebelles du MNLA, du HCUA et du MAA. Le combat survient près d'un an après l'accord de Ouagadougou. 

## Prélude
En mai 2014, le premier ministre malien Moussa Mara effectue une tournée dans les villes du nord du Mali. Mais le 16 mai, plusieurs centaines d'habitants pro-Azawad, principalement des jeunes et des femmes, manifestent à l'aéroport de Kidal pour s'opposer à sa venue. La MINUSMA déploie plusieurs de ses casques bleus pour sécuriser l'arrivée de l'avion du ministre malien de la Défense, Soumeylou Boubèye Maïga, venu préparer la visite du Premier ministre prévue pour le lendemain. Cependant les avions ne peuvent atterrir à cause des manifestants et sont contraints de se déporter sur Gao. Des gaz lacrymogènes sont utilisés pour disperser la foule,,.
En novembre 2013, le précédent premier ministre, Oumar Tatam Ly, avait déjà tenté de se rendre à Kidal, mais l'annonce de sa venue ayant provoqué de violents affrontements faisant plusieurs blessés, il avait préféré annuler sa visite,. Le chef de la MINUSMA Bert Koenders, les Français, des diplomates et plusieurs membres du gouvernement malien, jugent le voyage risqué et insuffisamment préparé, aussi tentent-ils de dissuader Moussa Mara de se rendre Kidal, mais ce dernier est intraitable et tient absolument à gagner la ville afin de marquer la souveraineté malienne,,.
Selon la MINUSMA, les violences du 16 mai font, « dans un bilan préliminaire », 19 blessés légers chez ses policiers casques bleus et sept du côté des manifestants,. Le 18, dans un nouveau bilan, la MINUSMA affirme que 23 de ses hommes ont été blessés, dont deux grièvement par balles. Dans un communiqué, le MNLA parle de son côté de plus de 20 manifestants blessés, et quatre autres arrêtés. 
Le 17 mai, les manifestations reprennent, à l'aube une centaine d'habitants se rendent à nouveau à l'aéroport. Selon des témoignages d'habitants à l'AFP, cette marche est effectuée à l'appel de groupes rebelles touaregs. Mais la situation dégénère et des combats opposent bientôt militaires maliens et combattants du MNLA,.

## Forces en présence
Les groupes armés présents à Kidal sont le Mouvement national pour la libération de l'Azawad (MLNA), le Haut Conseil pour l'unité de l'Azawad (HCUA) et le Mouvement arabe de l'Azawad (MAA),.
Moussa Mara évoque de son côté la participation du MNLA et du HCUA, mais aussi celle, probable selon lui, d'AQMI et de groupes « djihadistes »  et « terroristes ». Ces déclarations sont qualifiées par le MNLA de « pure propagande de dénigrement ». La présence de djihadistes n'est pas confirmée par la MINUSMA et les Français estiment qu'« aucun élément » ne « permet de le penser pour le moment ». Cependant l'essentiel des forces du HCUA est constituée de transfuges d'Ansar Dine. Le HCUA affirme toutefois ne pas avoir pris part au combat du 17 mai.
Les effectifs en présence ne sont pas connues avec exactitude, en novembre 2013 Moussa Ag Acharatoumane, membre du bureau politique, indiquait que le MNLA avait 1 000 combattants sur Kidal. Le 5 juin, le journal malien L'Indépendant indique que selon les informations de l'armée malienne, le nombre des rebelles était estimé à 600 ou 700 entre le 17 et le 21 mai. Dans son rapport publié en mai 2016, la commission d'enquête parlementaire estime que les forces des groupes armés étaient d'environ 1 500 hommes.
La garnison malienne à Kidal n'est quant à elle forte que de 160 soldats selon Jeune Afrique, 200 selon l'AFP,, et plus précisément 256 selon le rapport de la commission d'enquête parlementaire. Elle est dirigée par le gouverneur de Kidal ; le colonel Adama Kamissoko. Le général Mahamane Touré, chef d'État-major des armées fait partie de la délégation du premier ministre malien, selon ce dernier c'est lui qui dirige « toutes ces opérations de protection et même les opérations de confrontation » qui ont lieu pendant la journée du 17. Le général de brigade El Hadj Ag Gamou est également présent,.
Du côté des forces d'interposition, les casques bleus de la MINUSMA, constituées de troupes sénégalaises et rwandaises, disposent de 200  à   300 hommes. Quant à l'armée française, elle n'a sur place qu'un petit détachement de 32  à   45 hommes,. Ces forces tentent initialement de s'interposer entre les belligérants, mais devant la violence des affrontements ils sont contraints de se replier dans leur camp,.

## Déroulement
Les deux camps s'accusent mutuellement d'être responsables du déclenchement des hostilités. Le MNLA accuse l'armée malienne d'avoir tiré à balles réelles sur les manifestants, et d'être responsable du déclenchement des combats en engageant tôt dans la matinée du 17 un assaut sur toutes les positions tenues par ses forces à Kidal. De son côté, le Premier ministre malien assure que les groupes armés ont engagé le combat dans l'après-midi en attaquant le gouvernorat au moment où il s'y trouvait. Il affirme qu'il s'agit d'une « déclaration de guerre parce qu'elle viole tous les protocoles qui ont pu être conclus avec ces groupes ». Le 21 mars 2015, Guillaume Ngefa, directeur de la division des droits de l’homme de la MINUSMA, conclut dans un rapport que l'armée malienne a tiré la première,,.
En raison des violences, le Premier ministre Moussa Mara avait du retarder sa venue. Son avion atterrit à Gao, mais il finit par arriver à Kidal vers 12 h 30 en ayant emprunté un hélicoptère de la MINUSMA, lui-même escorté par un hélicoptère Tigre français. Les appareils se posent au camp de l'ONU, situé au sud-est de la ville. Accompagné d'une dizaine de ministre, Moussa Mara se rend ensuite au camp militaire malien où il s'incline devant la dépouille d'un premier militaire tué,,,,.
Moussa Mara tient ensuite à se rendre au gouvernorat, mais les officiers de la MINUSMA, furieux, refusent de sécuriser le convoi. Il s'y rend finalement avec des véhicules de l'armée malienne. Des combats éclatent près du bâtiment et à 16h45 ou 17h30 le Premier ministre et la délégation malienne sont exfiltrés vers le Camp 2, qui est tenu par la MINUSMA,,,,,. Le Premier ministre déclare : « Kidal fait partie du Mali. Nous sommes pour la paix avec tous nos frères mais il n'y aura pas deux Mali ».
Le 17, dans un communiqué publié à 19 h 20, le MNLA annonce que ses forces se sont emparées du gouvernorat de Kidal. Les rebelles prennent également le contrôle de la cité administrative qui comprend le siège du trésor de la ville et la Radio locale,.
Selon le ministère malien de la Défense, à la fin de la journée, les militaires se sont emparés de tous les bâtiments administratifs à l'exception du gouvernorat. Le ministre annonce l'envoi de renforts à Kidal mais il ajoute que le gouvernement n'a cependant pas l'intention de rompre les négociations : « Nous allons si nécessaire doubler nos effectifs sur place. Nous sommes totalement dans l'état d'esprit de poursuivre les efforts de négociation, mais il est également du devoir de l'armée de jouer son rôle ».
Les combats prennent fin pendant la nuit.
Le soir du 18 mai, les corps de trois civils et de cinq officiels maliens - deux préfets, deux sous-préfets et un administrateur du gouvernorat - sont retrouvés à Kidal, selon la MINUSMA ces derniers ont été « assassinés »,,. Le 19, le Premier ministre Moussa Marra accuse les groupes armés de les avoir exécutés dans le gouvernorat. Le MNLA dément et affirme qu'ils ont été touchés par des tirs lors de l'assaut du bâtiment,. Selon des témoignages d'otages rescapés, les huit civils et officiels n'ont pas été exécutés après avoir été capturés mais ont été abattus au cours de l'assaut alors qu'ils n'étaient pas armés,.

## Cessez-le-feu
Dans un communiqué daté du 18 mai, le MNLA appelle également à l'apaisement et affirme qu'il est « plus que jamais ouvert au Dialogue et à une résolution politique négociée au conflit qui oppose l'Azawad à l'Etat central du Mali ».
Le premier ministre Moussa Mara est forcé de passer la nuit du 17 au 18 mai à Kidal à cause d'une tempête de sable. Escorté par des soldats français, il repart le lendemain pour Gao, son hélicoptère transportant également au moins un militaire malien blessé pendant les combats,,.
Le 18 mai, la situation est toujours tendue à Kidal, des actes de vandalismes sont commis contre des boutiques et des tirs éclatent occasionnellement, mais selon RFI, les Français de l'opération Serval parviennent à obtenir un accord de cessez-le-feu entre l'armée malienne et les rebelles du MNLA et du MAA. Le colonel Mohamed Ag Najem, chef de la branche armée du MNLA, aurait accepté que les casques bleus tchadiens de la MINUSMA et les militaires français de Serval prennent position entre les belligérants.
La situation reste calme à Kidal le 18 mai, les Maliens se déploient sur des hauteurs pour protéger le Camp 1, tandis que le MNLA contrôle toujours le gouvernorat ainsi que plusieurs check-points. Cependant à Gao, le Premier ministre Moussa Mara déclare que « La république du Mali est en dorénavant en guerre ».
Le même jour, le général rwandais Jean Bosco Kazura, chef militaire de la MINUSMA se rend à Kidal où il assure la médiation entre les deux partis qui s'engagent à respecter le cessez-le-feu.
Le Premier ministre malien rentre à Bamako le soir du 18 mai, à son retour il est acclamé sur l'aéroport par plusieurs centaines de manifestants scandant des slogans hostiles au MNLA, à la France et à la MINUSMA.

## Pertes
Selon un responsable du gouvernorat, environ 30 agents du gouvernorat de Kidal, des civils et des militaires, sont portés disparus et seraient détenus par les rebelles.
Dans un communiqué publié dans l'après-midi du 17 mai, le MNLA affirme que le bilan provisoire est quatre soldats maliens morts, un blindé et deux pick-up détruit contre un blessé dans ses rangs.
Le 18 mai, le MNLA publie un nouveau communiqué dans lequel il affirme qu'une dizaine de soldats maliens ont été tués lors des combats de la veille et que 30 prisonniers ont été faits. Il s'agit du directeur régional de Kidal, d'un préfet, du conseiller du gouverneur, de 24 soldats dont des officiers, « des hommes de rang et des cadres d’administration ». Le MNLA déclare qu'il s'engage à traiter ses prisonniers « conformément au droit humanitaire International », il affirme également avoir remis quatre prisonniers blessés au CICR. La libération de prisonniers blessés est confirmée par la MINUSMA.
Le 18 mai, le ministère malien de la défense déclare que les pertes sont de 28 morts et 62 blessés du côté des « agresseurs » et de 8 morts et 25 blessés du côté de l'armée. Il ajoute qu'une trentaine de fonctionnaires sont retenus en otages dans le gouvernorat,,.
Le 18, selon Le Figaro, le MNLA affirme cependant ne déplorer que cinq blessés. Le 19, d'après Le Monde, le MNLA confirme toujours ne déplorer qu'un seul blessé et n'avoir eu aucun mort. Pour l'agence ToumastPress, le MNLA déplore 6 blessés.
Le 19, selon RFI, le MNLA évoque une vingtaine de militaires et d'administrateurs maliens tués et une quarantaine de prisonniers, dont quelques civils.

## Conséquences
L'armée malienne envoie des renforts. Dès le 17, le GTIA « Balazan » basé à Anéfif fait mouvement sur Kidal. Commandée par le lieutenant-colonel Sérémé, cette unité est forte de 600  à   700 hommes formés par l'EUTM Mali. Elle dispose de pick-up mais ne possède aucun blindé,. Elle arrive à Kidal le lendemain.
Le 19 mai, 1 500 soldats maliens venus de Gao et Anéfif arrivent en renfort à Kidal. Cependant, pendant la journée, chaque camp maintient ses positions, tandis que les forces de la MINUSMA effectuent des patrouilles dans la ville. Le même jour, dans la matinée, environ 1 000 personnes manifestent à Gao en accusant la France et la MINUSMA de complicité avec le MNLA. À Bamako, quelques dizaines de Maliens organisent un sit-in devant l'ambassade de France pour dénoncer la politique française et réclamer la libération des militaires et des administrateurs capturés par le MNLA.
Le 19 toujours, les Nations unies condamnent les « assassinats » commis au gouvernorat. De leur côté, la France et les États-Unis appellent à la libération des « otages ». Le MNLA parle de son côté de « prisonniers de guerre » et  proposerait un échange global de prisonniers, estimant que les accords de Ougagdougou n'auraient pas été totalement respecté et le gouvernement malien continuerait de détenir quelques prisonniers.
Le même jour, dans l'après-midi le MNLA libère ses prisonniers. Ils sont remis à la MINUSMA et au CICR sur l'aéroport de Kidal. Le MNLA déclare dans son communiqué, qu'ils ont été libérés « en réponse aux appels pressants de la communauté Internationale » et « en signe de notre bonne volonté »,. La MINUSMA annonce ensuite la libération de 32 prisonniers,.
Dans la soirée, le MNLA, le MAA et le HCUA publient un communiqué commun dans lequel ils réaffirment avoir « réagit en position de légitime défense », ils affirment cependant soutenir « la relance du processus de paix ».
Le 19, Moussa Mara estime que les Français et les forces de MINUSMA se sont montrés trop passifs lors des violences. Mais du côté français, des proches du ministre de la Défense déclarent qu'il n'est pas dans la mission des forces françaises de mener des « opérations de police ».
La reprises des hostilités entre l'état malien et la rébellion touarègue force également la France à modifier ses plans contre la guérilla djihadiste. Au début du mois de mai, le ministre français de la Défense, Jean-Yves Le Drian, avait annoncé la fin prochaine de l'opération Serval et un redéploiement de 3 000 hommes dans l'ensemble du Sahel. Le 20, le ministre français annonce que le basculement du dispositif Serval doit être « décalé de quelques semaines »,. Le même jour, le colonel Gilles Jaron, porte-parole de l'état-major, annonce l'envoi à Kidal d'une trentaine d'hommes supplémentaires, faisant passer la force du détachement français dans cette ville à un peu moins d'une centaine d'hommes,.

### Vidéos
- « Reuters : Mali "at war" after Tuareg separatists abduct 30 civil servants - PM »

- « AFP : Un ex-otage du MNLA à Kidal témoigne »

- « Azawad, Mali no », vidéo réalisée par Moussa Ag Assarid.

### Témoignage
- « Journal du Mali : Adama Bagayogo, ex-otage du MNLA à Kidal raconte son calvaire »